# Tinje, Velikovec
Tinje (nemško Tainach) so gručasta vas, sedež nekdanje istoimenske politične občine, župnije in dekanije na vzhodnem robu Celovškega polja na dvojezičnem območju Avstrijske južne Koroške, 15 km vzhodno od Celovca v občini Velikovec. Jedro naselja se je razvilo ob vznožju 525 mnm visoke Tinjske gore ob levem bregu Drave. Tinje izvirajo iz koseževine in so bili nekoč utrjen tabor. Tinje so globoko povezane s slovensko kulturno zgodovino. Imajo 569 prebivalcev (popis 1. januar 2024).

## Zgodovina
Prva poselitev kraja sega  v rimsko obdobje. Naselje se posredno omenja leta  860 kot curtis od Trahove. 1176 se Tinje omenjajo prvič v listini, krškega Škofa Romana II. Že leta 1123/30 se omenjata Ruoprecht in Eberlin de Tinach v listinah. V starih listinah se leta 1135 omenja cerkev Marijinega vnebovzetja, ki je verjetno starejša, in je bila do leta 1787 sedež proštov in salzburških arhidiakonov za Spodnjo Koroško.
Nekega duhovnika iz Tinj se omenja leta 1185 in 1195. Kot fara / župnija pa je Tinje omenjena v listini iz leta 1203 (falsifikat omenja letnico 1135-1143). 1231 je fara podrejena velikovški cerkvi. Fara / župnija je bila bogata in dokaj velika: še v 17. stoletju je imela fara 17 podružniških cerkev. 
Zaradi turških vpadov so cerkev okoli leta 1500 obzidali z obrambnim zidom in štirimi stolpi. Drugo cerkev, cerkev sv. Valentina so postavili v začetku 15. stol., ter jo v letih 1660 in 1853 dvakrat prezidali. V cerkvene stene so vzidani nagrobniki in antični relief Evropa z bikom. Južno od cerkve je proštijski dvorec, z manjšim arkadnim dvoriščem, v katerem je bila rezidenca proštov iz Velikovca.
Ob ustanovitvi občin vsled reform leta 1849/1850, so Tinje postale samostojna občina. V okviru občinske reforme leta 1973 pa so bile Tinje priključene Velikovcu.

## Vasi in zaselki stare občine Tinje
Stara občina Tinje je bila do reforme 1972 sestavljena iz sledečih 9 krajev (z nemško ustreznico) (v oklepaju število prebivalcev leta 2001):
| - Dole pri Tinjah (Dullach II) (86) - Dravski Dvor (Drauhofen) (72) - Homberk (Höhenbergen) (65) - Lačni Breg (Hungerrain) (66) - Lesine (Lassein) (54) - Pri Rupu (Ruppgegend) (13) - Tinje (Tainach) (600) - Tinjsko Polje (Tainacherfeld) (23) - Volmat (Admont)(41) |

## Fara / župnija Tinje
Dvojezična fara / župnija Tainach/Tinje obsega 
župnijsko cerkev Tinje in podružniški cerkvi Vabnja vas (Wabelsdorf) in Virna vas (Eiersdorf).

## Župnijska cerkev Marijinega vnebovzetja in Šentvalentina
Župnijska cerkev Marijinega vnebovzetja in Šentvalentina je v osnovi gotska zgradba iz zgodnjega 15. stoletja z mogočnim severnim zvonikom. Po požaru leta 1660 ter med letoma 1756 in 1780 je cerkev dobila novo fasado ter novo zakristijo na severni strani. Po drugem požaru leta 1853 je bila obnovljena v novogotskem slogu. Leta 1996 je bila obnovljena streha po starih vzorcih in leta 1998 so bili restavrirani oltarji.

## Ime Tinje
Ime kraja si razlagamo z dvema etimologijama: Po narodni etimologijij je Tina/Tine lahko kratica za Valentina, saj je tudi cerkev posvečena svetemu Valentinu. Druga, znanstvena, etimologija reče, da ime izvira iz staroslovenskega Tyn, ki označuje kraj z utrdbo in je izposojenka iz germ. *tuna-, iz česa se je razvilo nemško Zaun 'plot'.  Na griču nad tinjsko cerkev še danes najdemo ostanke utrdbe.

## Slovensko narečje
Tinje, ki ležijo na skrajnem zahodu Celovškega polja pripadajo poljanskemu govoru oz. poljanščini Celovškega Polja (oz. Celovške ravnine), ki je prehodno podnarečje oz. govor med rožanščino (kateri se prišteva) in podjunščino (glej Slovenska narečja). Kot posebna različica rožanščine je bila že identificirana s strani Janeza Scheinigga in potrjena v mednarodno priznani dialektološki disertaciji dr. Katje Sturm-Schnabl. Scheinigg v svojem delu "Die Assimilation..." razdeli rožanščino v tri enote in sicer spodnji Rož, zgornji Rož in Celovška ravnina: "...Die dritte Unter-Mundart herrscht in der Ebene um Klagenfurt (kl.), sie hat mit der ersten die Aussprache des e und o gemein, unterscheidet sich aber von den beiden vorhergehenden durch die häufige Zurückziehung des accentes, wo ihn jene auf den Endsilben haben; dies gilt namentlich vom Neutrum der Substantive und Adjktive, z.B. ...".

## Katoliški dom prosvete Sodalitas
Tinje so središče ene izmed najpomembnejših slovenskih in danes medkultutnih katoličnih izobraževalnih ustanov Podjune: Katoliškega doma prosvete Sodalitas. Zgodovina Sodalitas seže nazaj v medvojni čas, ko je po eni strani v toku plebiscitne propagande in zasledovanj med 1918 in 1920 večji del slovenske intelektualne elite moral zapustiti deželo in, po drugi strani, ko je oživela slovenska tradicija visoke kulture med ljudstvom, kot si jo je zamislil blaženi Anton Martin Slomšek ob ustanovitvi Mohorjeve družbe  1851 in ki je sama slonela na stoletni tradicji slovenskega bukovništva. Geografsko lego lahko obrazložimo s tem, da so tedaj Tinje bile na stičišču tako Podjune kot Celovškega polja, dveh osrednjih slovenskih pokrajin tega časa, kjer je bil vsekakor germanizacijski pritisk čuten, ki je izhajal iz mestnih centrov. Prve ekzercicije so se odvijale v tinjski proštiji leta 1929. 
Po osvoboditvi je zopet minilo skoraj 10 let do ustanovitve Kmečkega izobraževalnega centra, ki je najprev ponujal tečaje za kmečko mladino v glavnem v zimskem času. Na inciativo prelata dr. Rudolfa Blümla ter s pomočjo finančnih sredstev iz zapuščine župnika Alojzija Kuharja je skupnost duhovnikov Sodalitas zgradila 1961 novo stavbo za ekzercicije in za šolanja poleg proštije. 1981 in 1994 je bila stavba obnovljena tudi z donacijami Koroških Slovencev. Tinjski dom Sodalitas je danes osrednja ustanova srečanja vseh deželanov. Predsedniki Republike Avstrije in Republike Slovenije ter številni ugledni kulturniki in politiki so počastilil Tinje s svojim obiskom. Tinje imajo danes tudi zanimivo zbirko umetnin ter svojo galerijo. V tradiciji slovenskega ljudskega izobraževanja je Sodalitas od leta 1954 aktivna v vseavstrijski delovni skupnosti izobraževalnih ustanov. Sodalitas ponuja skozi leto številne tečaje in prireditve v obeh deželnih jezikih. 
V kapeli doma Sodalitas se nahaja sodoben mozaik patra Marka ivana Rupnika, ki je tudi ustvarjalec velikega mozaika v cerkvi v Fatimi na Portugalskem.

## Osebnosti
- Franc Ksaver Lušin (2. december 1781 v Tinjah - 2. maj 1854 Gorica), prvi slovenski škof s Koroške, knezoškof v škofijah Trento/Trient, Lviv in Gorica.[9]
- Marko Pernhart (28. julij 1824 - 30. marec 1871), slovenski pokrajinski slikar je hodil v Tinjah v šolo.